# 庫普諾維奇
49°39′9″N 23°19′48″E / 49.65250°N 23.33000°E
庫普諾維奇（烏克蘭語：Купновичі），是烏克蘭西部的村莊，隸屬利維夫州的桑比爾區。該村始建於1337年，面積8.58平方公里，海拔高度305米，2001年人口472，人口密度每平方公里55.01人。